# Boursaultrozen

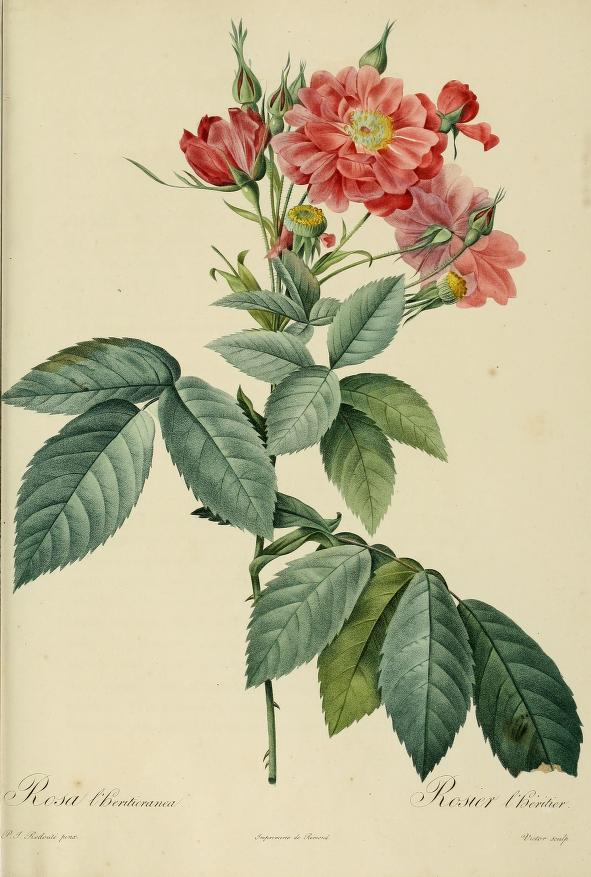
Rosa l'heritieranea door Pierre-Joseph Redouté, Les Roses III, 1824

Boursaultrozen (Rosa ×lheritieranea) zijn een kleine Groep van oude rozencultivars, die bestaat uit Rosa 'L'Heritieranea' en de nakomelingen van deze roos. Boursaultrozen zijn erg winterhard, bloeien vroeg en hebben roodachtige, bijna stekelloze takken.

## Beschrijving
Sommige boursaultrozen zijn struiken, waaronder 'L'Heritieranea' die niet hoger wordt dan 1,5 m. Andere zijn klimrozen die tot vier meter hoog kunnen worden. De roodachtige takken dragen slechts sporadisch stekels of zijn geheel stekelloos. Het donkergroene blad is oneven geveerd en bestaat uit drie tot zeven langwerpige of ovale blaadjes.
De bloemen verschijnen op de stengels van het vorige jaar. Ze staan in grote tuilen, zijn halfgevuld, schotelvormig en bijna geurloos. De kleur van de bloemen is lichtroze tot purperrood. Boursaultrozen bloeien maar een keer per jaar. De bloeitijd is van mei tot juni. De vruchten zijn ronde, gladde rozenbottels. 

## Geschiedenis
Rosa 'L'Heritieranea' is een hybride die al voor 1820 bestond. Ze werd voor het eerst beschreven door de Franse botanicus Claude Antoine Thory (1757-1827) onder de naam Rosa l'heritieranea in deel 3 van het driedelige werk Les Roses. De tekst wordt vergezeld van een illustratie door Pierre-Joseph Redouté. De roos is vernoemd naar Charles Louis L'Héritier de Brutelle (1746-1800), een ambtenaar en botanicus (standaardafkorting: L'Hér) die werd vermoord tijdens de onlusten van de Franse Revolutie op 16 april 1800.
Aanvankelijk werd aangenomen dat de roos was ontstaan door een kruising tussen de alpenroos (Rosa pendulina) en een Chinese roos (Rosa chinensis). Latere studies toonden aan dat dit onmogelijk is vanwege het aantal chromosomen. Waarschijnlijk is 'L'Heritieranea' een kruising tussen Rosa blanda uit Noord-Amerika en een onbekende roos. Rosa blanda is nauw verwant aan Rosa pendulina en werd al in 1773 in Europa geïntroduceerd.
Hoewel de oudste naam in principe voorrang heeft, worden de rozen van de Groep gewoonlijk 'boursaultrozen' genoemd. Deze naam wordt voor het eerst in 1829 vermeld in het boek Roses cultivées en France door de auteur N. Desportes. Hierin noemt Desportes de roos Rosa boursaultiana, genoemd naar de acteur en theaterregisseur Jean-François Boursault (1752-1842) in wiens tuin de roos omstreeks 1818 groeide.
Het veredelen met 'L'Heritieranea' vond plaats in de 19e eeuw. De cultivars 'Amadis', 'Madame Sancy de Parabère', 'Gracilis', 'L'Orléanaise', 'Morlettii' en 'Blush Boursault' worden nog af en toe geteeld, meestal door liefhebbers. 'Dorothee Heidorn' is een nog niet definitief geïdentificeerde vondeling die rond 1995 werd ontdekt door Dorothee Heidorn bij Schloss Laubach in Laubach (Duitsland). Het is waarschijnlijk een exemplaar of afstammeling van een oude boursaultroos.

## Afbeeldingen (selectie)

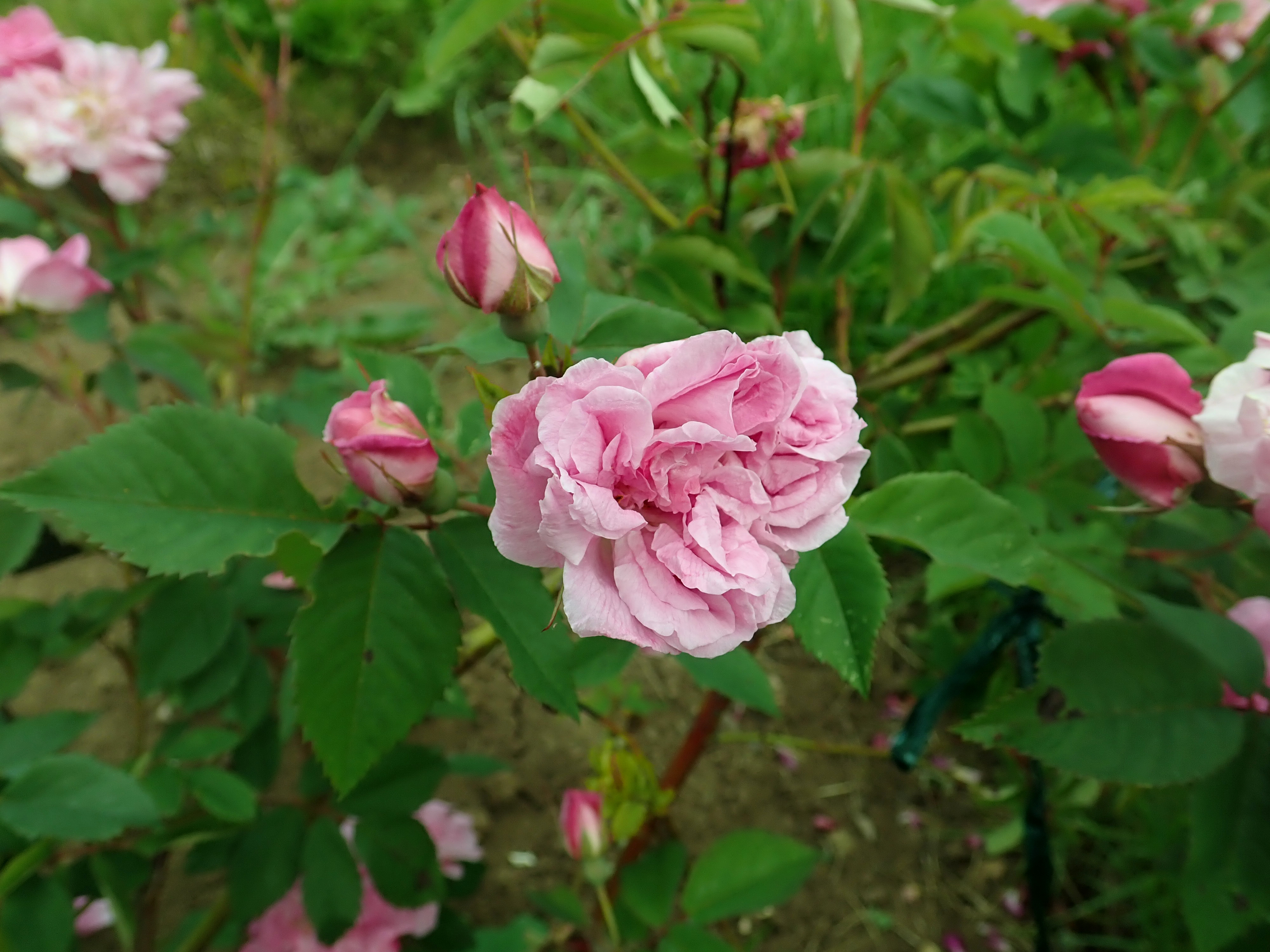
'L'Heritieranea' (onbekend, voor 1820)
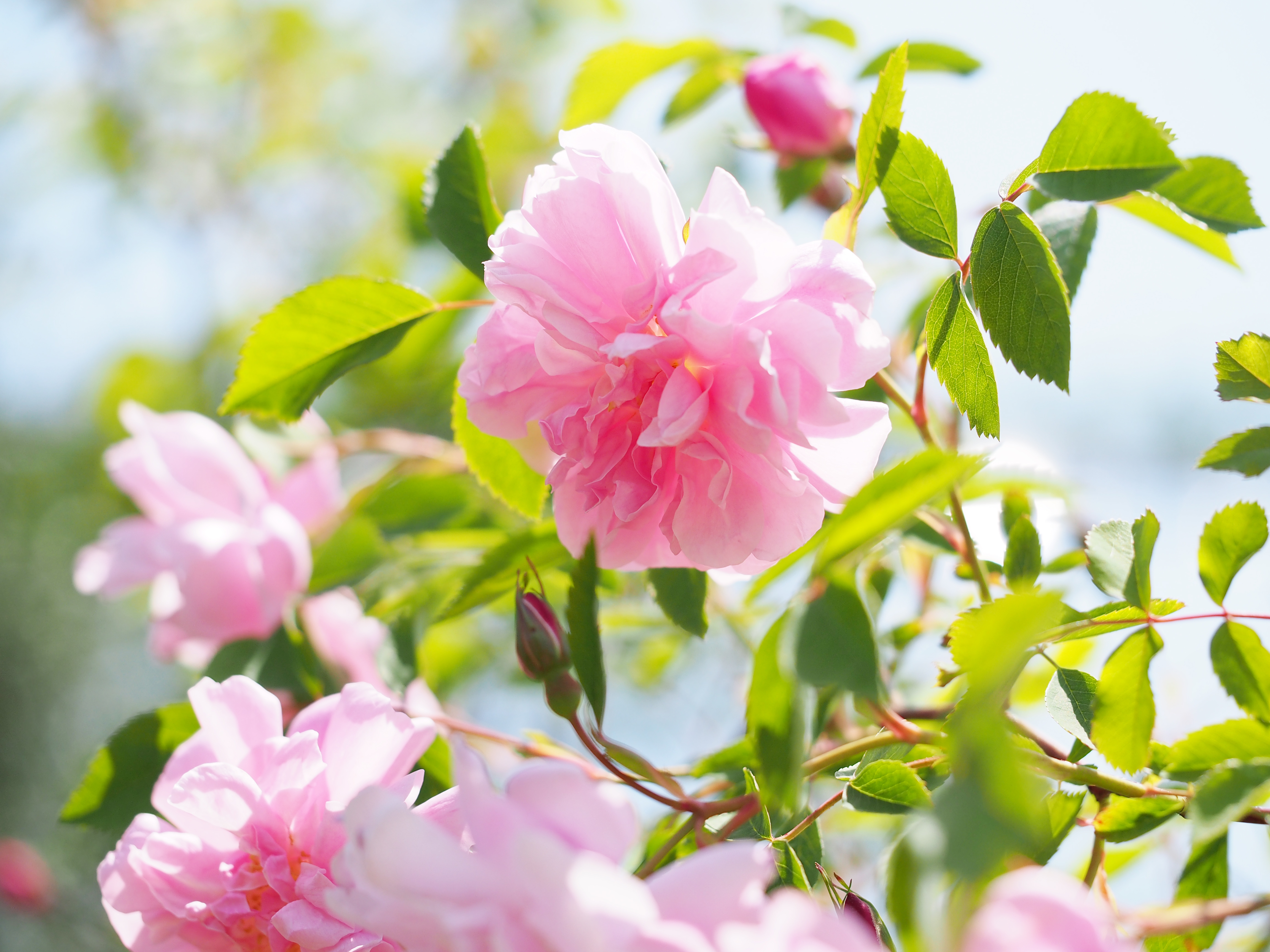
'Blush Boursault' (Mauget, voor 1824)
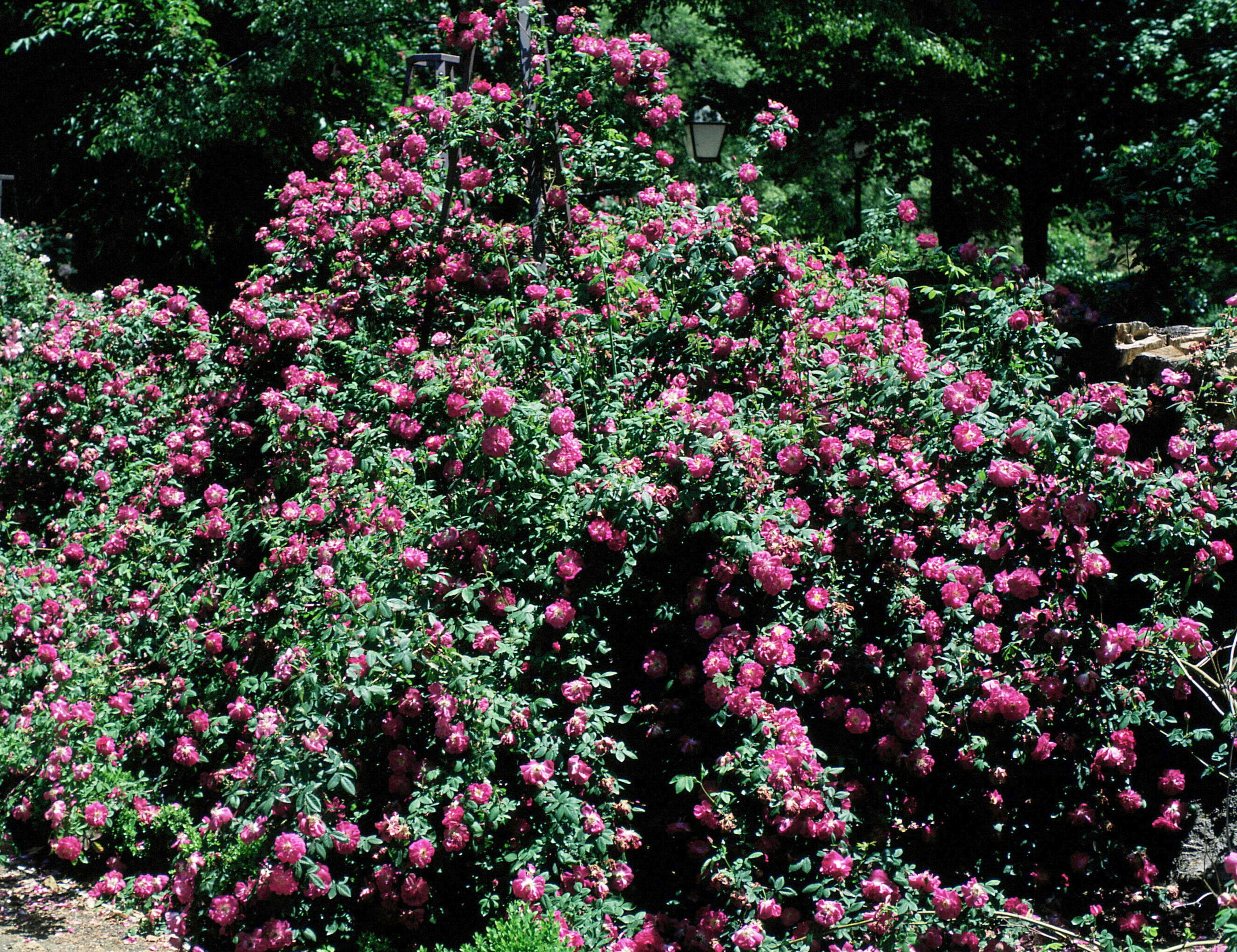
'Amadis' (Jean Laffay, voor 1826)
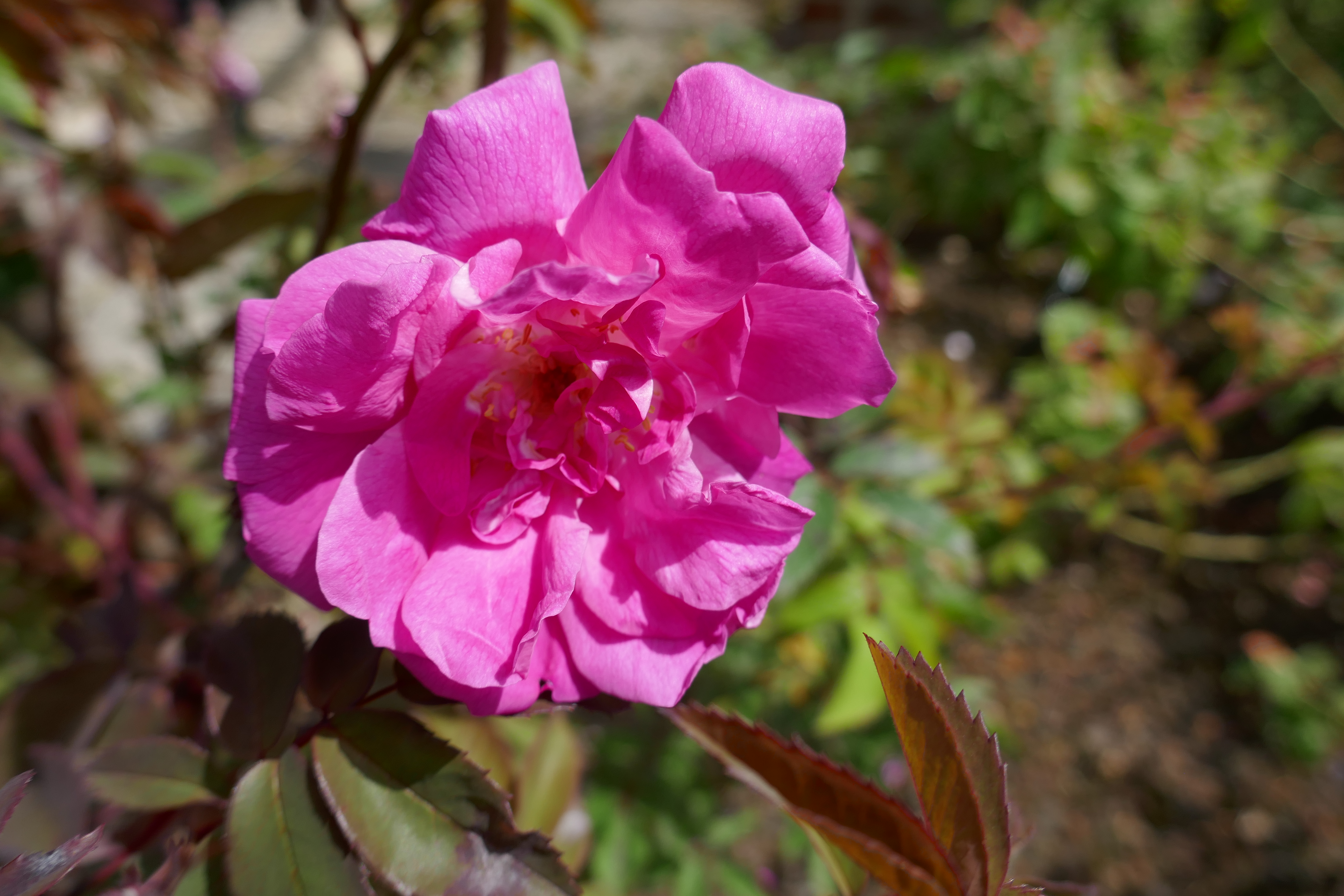
'Morlettii' (Morlet, 1883)
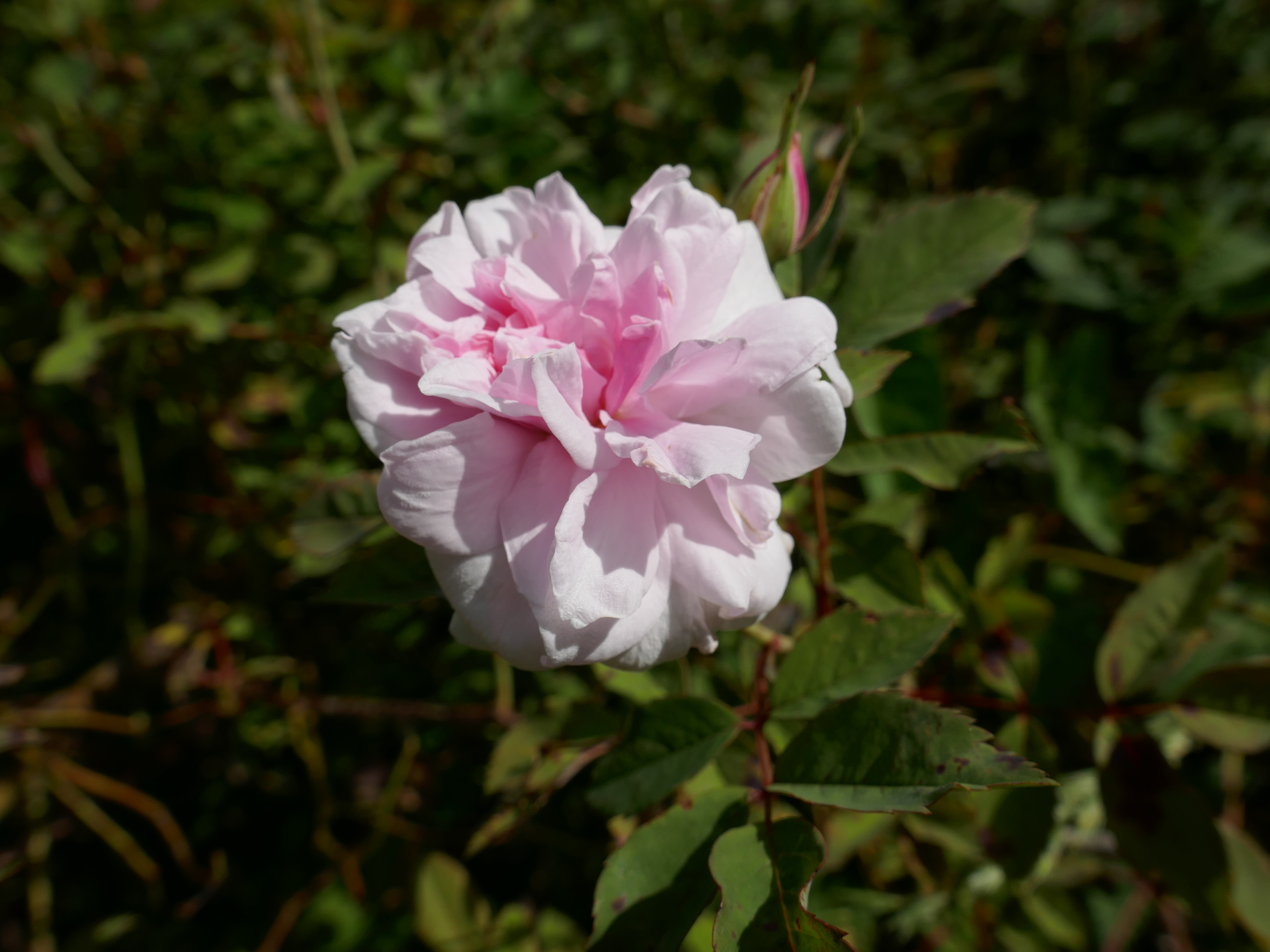
'Dorothee Heidorn' (onbekend, onbekend)